# Mieko Yoshimura
Mieko Yoshimura (吉村 美栄子 Yoshimura Mieko, 18 de mayo de 1951) es la gobernadora de la prefectura de Yamagata, Japón. Fue elegida el 25 de enero de 2009, derrotando así a su predecesor en el cargo, Hiroshi Saitō. Nativa de Oe, Yamagata, trabajó en una compañía de publicidad antes de convertirse en notaria pública para el gobierno de la ciudad de Yamagata. Pronto se convirtió en un miembro del Comité de Educación de la prefectura de Yamagata antes de postularse para gobernadora en 2008. Es la primera mujer gobernadora de Yamagata y la sexta en la historia de Japón.

## Elecciones de 2009
Aunque Yoshimura se presentó como independiente, recibió el apoyo del Partido Democrático de Japón (PDJ), y también el de varios miembros de la cámara alta del Partido Liberal Democrático (PLD). Su rival, Saitō, recibió el apoyo de la amplia mayoría del PLD y del Partido Nuevo Komeito.